# Géus-d’Arzacq
Géus-d’Arzacq – miejscowość i gmina we Francji, w regionie Nowa Akwitania, w departamencie Pireneje Atlantyckie.
Według danych na rok 1990 gminę zamieszkiwało 128 osób, a gęstość zaludnienia wynosiła 31 osób/km² (wśród 2290 gmin Akwitanii Géus-d’Arzacq plasuje się na 1048. miejscu pod względem liczby ludności, natomiast pod względem powierzchni na miejscu 1478.).